# Las Majadas
Las Majadas é um município da Espanha, na província de Cuenca, comunidade autônoma de Castela-Mancha. Tem 87,25 km² de área e em 2021 tinha 234 habitantes (densidade: 2,7 hab./km²). Limita com os municípios de Arcos de la Sierra, Castillejo-Sierra, Cuenca, Portilla, Uña e Villalba de la Sierra.